# مهماندار هواپیما (فیلم ۱۹۶۷)
«مهماندار هواپیما» (روسی: «Стюардесса») یک فیلم رومانس کوتاه سیاه و سفید ساخت اتحاد شوروی است که در سال ۱۹۶۷ منتشر شد.